# NGC 201
NGC 201은 고래자리에 위치한 나선 은하이다. 1790년 12월 28일, 윌리엄 허셜에 의해 발견되었다. +16.7 등급의 IIb형 초신성인 SN 2019yc가 발생하였다.

## 같이 보기
- NGC 1 ~ 999 목록